# Tasata frenata
Tasata frenata är en spindelart som först beskrevs av Cândido Firmino de Mello-Leitão 1947.  
Tasata frenata ingår i släktet Tasata och familjen spökspindlar. Inga underarter finns listade i Catalogue of Life.